# Pachomius
Pachomius  (лат.) — род аранеоморфных пауков из подсемейства Aelurillinae в семействе пауков-скакунов (Salticidae). Все представители рода распространены в странах Южной и Центральной Америки.

## Этимология
Пахомий Великий (англ. Pachomius) египетский монах.

## Виды
- Pachomius dybowskii (Taczanowski, 1871) — от Мексики до Эквадора, Бразилия typus
- Pachomius hadzji (Caporiacco, 1955) — Венесуэла
- Pachomius maculosus (Chickering, 1946) — Венесуэла, Панама
- Pachomius peckhamorum Galiano, 1994 — Панама
- Pachomius sextus Galiano, 1994 — Венесуэла, Бразилия
- Pachomius villeta Galiano, 1994 — Венесуэла, Колумбия